# Мацудзаки
Мацудзаки (яп. 松崎町 Мацудзаки-тё:) — посёлок в Японии, находящийся в уезде Камо префектуры Сидзуока. Площадь посёлка составляет 85,24 км², население — 6964 человека (1 августа 2014), плотность населения — 81,70 чел./км².

## Географическое положение
Посёлок расположен на острове Хонсю в префектуре Сидзуока региона Тюбу. С ним граничат город Симода и посёлки Минамиидзу, Нисиидзу, Кавадзу.

## Население
Население посёлка составляет 6964 человека (1 августа 2014), а плотность — 81,70 чел./км². Изменение численности населения с 1980 по 2005 годы:
| 1980 | 10 013 чел. |  |
| 1985 | 9635 чел.   |  |
| 1990 | 9266 чел.   |  |
| 1995 | 8841 чел.   |  |
| 2000 | 8515 чел.   |  |
| 2005 | 8104 чел.   |  |

## Символика
Деревом посёлка считается сосна, цветком — Farfugium japonicum.